# Jósikafalva
Jósikafalva vagy Béles (románul Beliș) falu Romániában, Kolozs megyében, az azonos nevű község központja.

## Fekvése
A Gyalui-havasok és a Vigyázó között helyezkedik el.

## Lakossága
1850-ben 545 lakosából 537 román volt, 1992-ben mind a 600 lakos román volt.
1850-ben minden lakosa ortodox vallású, míg 1992-ben az 523 ortodox mellett 76 pünkösdistát és egy reformátust is találunk.

## Története

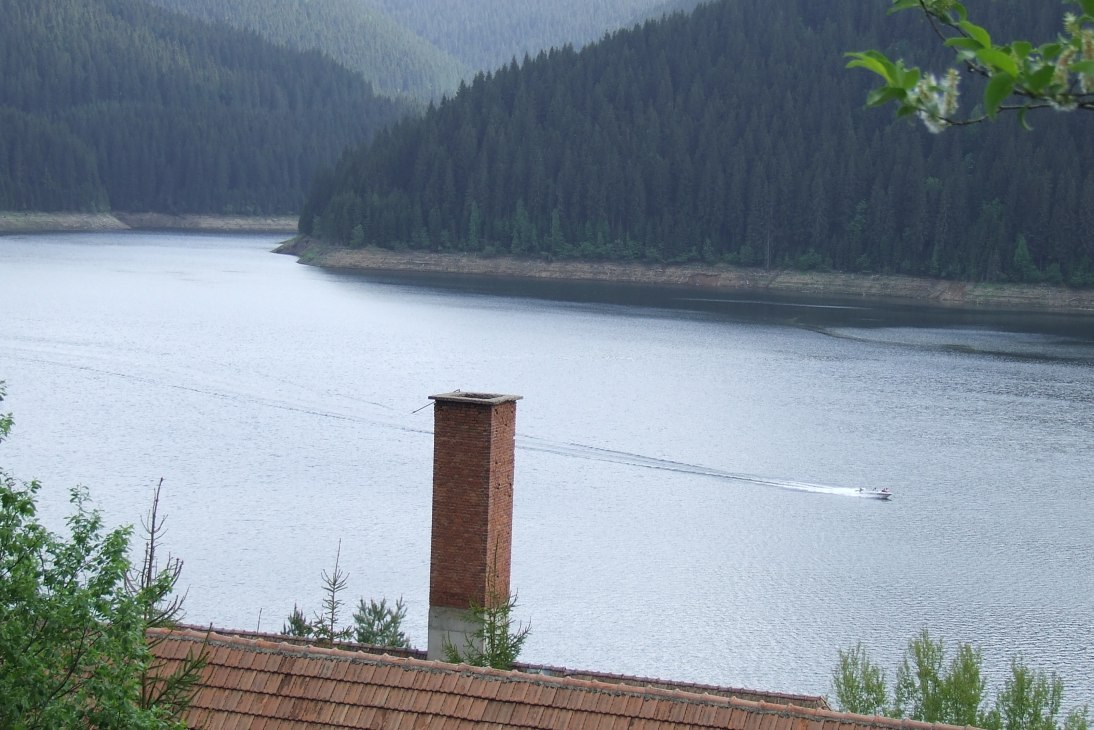
A Jósikafalvai víztározó

1898 és 1910 között Magyarvalkó (Văleni, com. Călăţele) része volt.
Különvált tőle Balktelep (Bălceşti), Kerekhegy (Dealu Botii), Alsógyurkuca (Giurcuţa de Jos), Felsőgyurkuca (Giurcuţa de Sus), Gyálukáluluj (Poiana Horea) és Felsőroska; ez utóbbi az újonnan alakult Roska (Râşca, com. Râşca) része lett.
A trianoni békeszerződésig Kolozs vármegye Bánffyhunyadi járásához tartozott.
A falu egyike annak a 14 településnek, amelyek a megyében GMO-mentes régiót alakítottak.

## Nevezetességek
- Bélesi-víztározó - Az 1970-es évek elején a falu régi helyén megépítették a Beliș-Fântânele duzzasztógátat, a házakat a dombra költöztették. A régi falut elárasztotta a tó vize, de nyaranta, amikor a víz szintje alacsony, láthatóak a romok: Képtár
- Izbucelor völgyi tőzegláp(wd) (Molhaşurile din Valea Izbucelor) botanikai rezervátum,[4] az Erdélyi-középhegység Natúrpark része
- emlékmű az 1918 őszén agyonlőtt parasztok emlékére; a romániai műemlékek jegyzékében a CJ-IV-m-B-07856 sorszámon szerepel.[5]